# Pietro Berti
Pietro Berti (Città di San Marino, 1967) è un politico e medico sammarinese.

## Biografia
Membro del Consiglio Grande e Generale (Organo monocamerale Sammarinese) dal maggio 1993 al giugno 2001. Ha conseguito la Laurea in Medicina e Chirurgia all'Università di Bologna nel novembre 1991 con votazione 110/110 e Lode; nel novembre del 1997 si è specializzato in Medicina Interna all'Università di Bologna con 70/70 e Lode e ha conseguito il Master in Medicina Geriatrica nel 2013.
Nel dicembre 2020, consegue ulteriore Laurea triennale in Scienze Religiose presso ISSR Marvelli di Rimini con votazione 110/110 Summa cum Laude e nel medesimo istituto acquisisce il Master di Arte Sacra nel novembre 2022 con voto 110/110 Lode e Summa cum Laude.
Ha ricoperto l'incarico di Capitano Reggente da ottobre 1998 ad aprile 1999, in coppia con Paolo Bollini.
Già esponente di Alleanza Nazionale Sammarinese, è ritornato nelle file del PDCS.